# La settima vittima (racconto)
La settima vittima (Seventh Victim, oppure The Seventh Victim) è un racconto distopico di fantascienza sociologica dello scrittore statunitense Robert Sheckley, pubblicato nel 1953.
Il racconto è stato pubblicato per la prima volta in Italia nel 1958 con il titolo Vittima n. 7; nel 1965 dall'opera è stato tratto il soggetto del film La decima vittima, per la regia di Elio Petri; sull'onda della notorietà del film il racconto è stato ristampato Italia con il titolo La decima vittima.

## Storia editoriale
Il racconto è stato pubblicato, per la prima volta, nel numero dell'aprile 1953 della rivista di fantascienza statunitense Galaxy Science Fiction con il titolo Seventh Victim, ripubblicato l'anno successivo nella raccolta di racconti di Sheckley Untouched by Human Hands (raccolta pubblicata in Italia nel 1962 con il titolo Mai toccato da mani umane). Lo stesso Robert Sheckley, a seguito dell'uscita del film La decima vittima, nel 1965 ne ha scritto la novellizzazione intitolandola The Tenth Victim. Questo romanzo ha avuto un seguito nell'opera Victim Prime (1987) seguita dal romanzo Hunter/Victim (1988) che completa la trilogia "Victim".
Nel 1981 il racconto è stato incluso nell'antologia They Came from Outer Space con il titolo The Seventh Victim.
In Italia il racconto è stato pubblicato per la prima volta nel numero di settembre 1958 dell'edizione italiana della rivista Galaxy con il titolo Vittima n. 7. inclusa l'anno successivo nell'antologia di fantascienza Le Meraviglie del possibile con il titolo La settima vittima. Nel 1965 l'opera è stata pubblicata con il titolo La decima vittima nell'omonima raccolta di racconti di Sheckley.

## Trama
(Robert Sheckley, La settima vittima)
Dopo l'ennesimo conflitto mondiale, i sociologi scoprono che la violenza è innata nell'uomo. Si decide quindi che, per scongiurare una futura guerra, tale violenza debba trovare sfogo. Questo è lo scopo della cosiddetta "catarsi emotiva", un gioco che vede contrapposti, su base volontaria, delle vittime designate contro dei cacciatori con lo scopo di eliminarsi a vicenda. La vittima non conosce il suo cacciatore ma è messa in guardia una settimana prima dell'inizio del "gioco" e può prepararsi alla difesa, anche ingaggiando dei professionisti, i cosiddetti "individuatori", per individuare l'avversario. Il cacciatore, al contrario, deve agire da solo e, qualora riesca ad uccidere la sua vittima, dovrà partecipare nuovamente alla "catarsi emotiva", questa volta nel ruolo di vittima. Ad organizzare il tutto, vigilando severamente sul rispetto delle regole, c'è l'Ufficio Catarsi Emotiva (UCA).
Stanton Frelaine è iscritto al gioco e riceve dall'UCA una lettera con il nominativo della sua settima vittima designata. L'uomo partecipa da anni al gioco e ha grande esperienza sia come cacciatore, sia come vittima designata: la sua aspirazione è quella di arrivare all'ambizioso punteggio di dieci successi quale cacciatore, risultato che gli aprirà le porte del prestigioso "Decaclub", del quale fa parte il suo più anziano socio, Morger. Frelaine si prepara alla caccia prendendo sin da subito contatto con il suo individuatore, Ed Morrow, prenotandolo per il turno successivo del gioco, nel quale dovrà partecipare quale vittima.
Quando Frelaine scopre che il suo obiettivo è una donna, Janet Marie Patzig, rimane perplesso, poiché non è comune che le donne partecipino alla "catarsi emotiva". Inizialmente Frelaine pensa di rifiutare la caccia ma questo vorrebbe dire ritardare il suo obiettivo di dieci uccisioni e, comunque, di non potersi esimere dal partecipare al gioco, nel turno successivo, come vittima. Frelaine si reca a New York dove rintraccia la giovane Janet che, inspiegabilmente, non si nasconde ma che, al contrario, è seduta in un bar all'aperto, pensierosa. Frelaine non se la sente di uccidere la donna immediatamente e con una scusa l'abborda per scoprire il senso del suo bizzarro comportamento, fingendosi un congressista in visita nella città. Janet racconta che si era iscritta al gioco ma che, successivamente, si era scoperta incapace di uccidere e che quindi, come vittima, attendeva sconsolata la sua sorte.  Frelaine è attratto dalla bellezza di Janet e trascorre con lei la giornata, recandosi prima a cena, quindi ad assistere a dei giochi gladiatori, passatempo comune, e poi a casa della ragazza.
Frelane si scopre innamorato della ragazza e le confessa la sua identità affermando di volerla sposare; a quel punto Janet gli spara con una pistola miniaturizzata nascosta in un accendino. Frelane era la decima vittima della ragazza che, finalmente, sarebbe potuta entrare nel Decaclub.

## Opere derivate
Dal racconto è stato liberamente tratto il film La decima vittima, diretto da Elio Petri nel 1965, interpretato da Marcello Mastroianni, Ursula Andress, Elsa Martinelli, Salvo Randone, Massimo Serato.

## Influenza culturale
La trama del racconto ha ispirato il gioco Target Assassination Game (TAG) diffusosi per "passaparola" negli anni 1960 nei campus universitari statunitensi e che è stato uno dei primi esempi di gioco di ruolo. Le regole di TAG sono state in seguito formalizzate e ampliate nel gioco di ruolo Killer.

## Edizioni
- (EN) Robert Sheckley, Seventh Victim, in Galaxy Science Fiction, n. 6-1, Galaxy Publishing Corporation, aprile 1953.
- (EN) Robert Sheckley, Seventh Victim, in Untouched by Human Hands, Ballantine Books, marzo 1954.
- (FR) Robert Sheckley, Septième victime, in Galaxie, n. 1-4, Editions Nuit et Jour, marzo 1954.
- Robert Sheckley, Vittima n. 7, in Galaxy, traduzione di Isabella Spelta, n. 1-4, Editrice Due Mondi, settembre 1958.
- (DE) Robert Sheckley, Das siebente Opfer, in Galaxis Science Fiction, n. 14, Moewig, aprile 1959.
- Robert Sheckley, La settima vittima, in Sergio Solmi e Carlo Fruttero (a cura di), Le Meraviglie del possibile. Antologia della fantascienza, traduzione di Gilberto Tofano, Einaudi, novembre 1959.
- Robert Sheckley, La settima vittima, in Mai toccato da mani umane, traduzione di Andreina Negretti, Urania, n. 285, Mondadori, luglio 1962.
- Robert Sheckley, La decima vittima, in La decima vittima, traduzione di Roberta Rambelli, I Delfini, n. 188, Bompiani, ottobre 1965.
- Robert Sheckley, La settima vittima, in Pianeta 13, Pianeta, n. 13, Compagnia Editoriale, dicembre 1965.
- (FR) Robert Sheckley, Septième victime, in Planète, n. 30, Denoël, settembre 1966.
- (NL) Robert Sheckley, Het zevende slachtoffer, in Van aardse smetten vrij, Zwarte beertjes, n. 1163, Bruna, ottobre 1968.
- (DE) Robert Sheckley, Das siebente Opfer, in Liebe 2002, Bärmeier & Nikel, 1971.
- Robert Sheckley, La decima vittima, in La decima vittima, traduzione di Roberta Rambelli, Oscar Mondadori, n. 448, Mondadori, marzo 1973.
- Robert Sheckley, La settima vittima, in Sergio Solmi e Carlo Fruttero (a cura di), Le Meraviglie del possibile. Antologia della fantascienza, traduzione di Gilberto Tofano, Gli struzzi, n. 41, Einaudi, marzo 1973.
- Robert Sheckley, La decima vittima, in La decima vittima, traduzione di Roberta Rambelli, Tascabili Bompiani, n. 67, Bompiani, novembre 1977.
- Robert Sheckley, La settima vittima, in Mai toccato da mani umane, traduzione di Andreina Negretti, Classici Urania, n. 11, Mondadori, febbraio 1978.
- (EN) Robert Sheckley, The Seventh Victim, in They Came from Outer Space, Doubleday, 1981, ISBN 978-0-385-18502-8.
- Robert Sheckley, La settima vittima, in Carlo Fruttero e Franco Lucentini (a cura di), L'ora di fantascienza, traduzione di Gilberto Tofano, Letture per la Scuola Media, n. 64, Einaudi, gennaio 1982.
- (ES) Robert Sheckley, La séptima víctima, in Vinieron de la Tierra, traduzione di Domingo Santos e Francisco Blanco, Super Ficción, n. 89, Bruna, 1984, ISBN 978-84-270-0862-5.
- Robert Sheckley, La decima vittima, in La decima vittima, traduzione di Roberta Rambelli, I Grandi Tascabili Bompiani, n. 152, Bompiani, agosto 1990, ISBN 8845216446.
- Robert Sheckley, La settima vittima, in Sergio Solmi e Carlo Fruttero (a cura di), Le Meraviglie del possibile. Antologia della fantascienza 1, traduzione di Gilberto Tofano, Einaudi Tascabili. Letteratura, n. 94, Einaudi, aprile 1992, ISBN 8806129341.
- Robert Sheckley, La decima vittima, in La decima vittima, traduzione di Roberta Rambelli, La Biblioteca del Brivido, n. 40, Fratelli Fabbri Editori, settembre 1995.
- Robert Sheckley, La decima vittima, in La decima vittima, traduzione di Roberta Rambelli, Tascabili Bompiani, Bompiani, settembre 1996.
- Robert Sheckley, La decima vittima, in Davide Ghezzo (a cura di), Le strade di domani. Racconti di fantascienza, traduzione di Roberta Rambelli, La Mia Biblioteca, n. 7, Edizioni Il Capitello, gennaio 2000, ISBN 8842663662.
- Robert Sheckley, La settima vittima, in Mai toccato da mani umane, traduzione di Andreina Negretti, Urania Collezione, n. 007, Mondadori, agosto 2003.
- Robert Sheckley, La settima vittima, in La settima vittima, traduzione di Moira Egan e Damiano Abeni, Nottetempo. Narrativa, Nottetempo, 2012, ISBN 9788874523603.